# Clandestino (canción)
«Clandestino» es una canción de Manu Chao, editada en 1998 en su disco Clandestino. Es una canción que describe el problema que sufren millones de inmigrantes alrededor del mundo, como lo describe su autor.

La migración es como un río que fluye, pero si el río deja de fluir, el agua se estanca, y el agua estancada se ensucia.
Manu Chao.

Describe el sufrimiento de los inmigrantes, los problemas migratorios, que las autoridades gubernamentales no consiguen solucionar. La canción refleja bien la realidad porque los inmigrantes ilegales tienen a menudo problemas con las autoridades que les persiguen en Europa. La manera de la inmigración, el viaje peligroso por el mar, es también mencionada en la canción. La canción quiere llamar atención sobre la injusticia de la situación de los inmigrantes y condena la marginación, la discriminación y el aislamiento de estos. Por lo tanto, la atmósfera de la canción es muy triste.

## Versiones
- La cantante brasileña Adriana Calcanhotto, hace su versión de Álbum Publico (2000).
- El cantante argentino Pil Trafa, hace una versión punk, en su álbum debut solista El monopolio de las palabras (2004).
- El cantante español José Mercé, hace una versión flamenco, disponible en su álbum 'Grandes éxitos' (2007).
- La cantautora mexicana oaxaqueña Lila Downs, hace una versión cumbia vallenato, incluida en su álbum Al Chile (2019). Versión afamada por Manu Chao.
- La cantautora mexicana Silvana Estrada, hace una versión ranchera melancólica, de su EP “Abrazo” (2022).

## Lista de canciones
Sencillo en CD
1. «Clandestino» – 2:30
2. «Bienvenido A Tijuana» – 2:37
3. «Mama Call» – 2:21
4. «Clandestino» (video musical)